# John Lane
John Lane (ur. 29 stycznia 1989) – brytyjski lekkoatleta, wieloboista.
Czwarty zawodnik igrzysk Wspólnoty Narodów w Glasgow (2014).
Reprezentant kraju w meczach międzypaństwowych oraz w pucharze Europy w wielobojach.
Rekordy życiowe: dziesięciobój lekkoatletyczny – 7965 pkt. (13 kwietnia 2017, Azusa); siedmiobój lekkoatletyczny (hala) – 5982 pkt. (25 stycznia 2014, Sheffield), rezultat ten jest byłym rekordem Wielkiej Brytanii.

## Osiągnięcia
| Rok  | Impreza                                | Miejsce | Konkurencja   | Lokata      | Wynik     |
| ---- | -------------------------------------- | ------- | ------------- | ----------- | --------- |
| 2013 | Superliga pucharu Europy w wielobojach | Tallinn | dziesięciobój | 14. miejsce | 7468 pkt. |
| 2014 | Igrzyska Wspólnoty Narodów             | Glasgow | dziesięciobój | 4. miejsce  | 7922 pkt. |